# Claude Debussy
Achille-Claude Debussy [ašij klód debysy] (22. srpna 1862, Saint-Germain-en-Laye – 25. března 1918, Paříž) byl francouzský skladatel, původce a jeden z nejvýznamnějších představitelů hudebního impresionismu. Své umělecké názory sdílel s malíři a básníky, kteří se ve svých dílech snažili zachytit neopakovatelné okamžiky, prchavé vjemy a dojmy, nálady či barevné odstíny.

## Život

### Mládí a hudební začátky
Narodil se v menším městě Saint-Germain-en-Laye, kde měli rodiče malý krámek s keramikou. Nedařilo se jim, a tak se v roce 1864 přestěhovali do Paříže, kde otec získal místo účetního u železniční společnosti. Matka svého syna nepustila do školy a sama ho vzdělávala, ale větší vliv na jeho výchovu měla teta, otcova sestra. S ní se Claude již v dětském věku dostal do uměleckého prostředí, teta vzbudila jeho zájem o malířství a především hudbu. Když mu bylo šest let vzala ho poprvé k moři, které ho okouzlilo a zanechalo v něm trvalý dojem. V sedmi letech se začal učit hrát na klavír- Jeho talentu si povšimla paní Mauté de Fleurville, Chopinova žačka, a nabídla se, že ho bude zdarma vyučovat a připraví ho ke zkouškám na konzervatoř. 
Roku 1872 byl Debussy ve věku deseti let přijat na Pařížskou konzervatoř a byl zapsán do klavírní třídy Antoina Marmontela. Mezi jeho učiteli byl také varhaník César Franck a klavírista Isidor Philipp. Vynikal jako klavírista hrou z listu, rád experimentoval s disonancemi a vzpouzel se klasickým pravidlům. Na konzervatoři strávil více než deset let, kromě klavíru studoval i hudební teorii a harmonii, ale bez většího zájmu. Od roku 1876 veřejně vystupoval, hrál hlavně skladby Beethovenovy, Schumannovy a Chopinovy. V roce 1880 byl Debussy doporučen bohaté Rusce Naděždě von Meck jako učitel hudby pro její děti a klavírní doprovod.  S její početnou rodinou pak absolvoval mezi studiem několik pobytů v zahraničí, navštívil Švýcarsko, Itálii a Rusko, kde ho nejvíce zaujala hudba Musorgského a Borodina. Z této doby pocházejí také Debussyho první skladby. Inspirací k tvorbě mu byla láska k vdané, o několik let starší Marii Vasnierové, pro kterou napsal mnoho melodií na verše Théophile Gautiera, Leconte de Lisle a Théodore de Banville. 

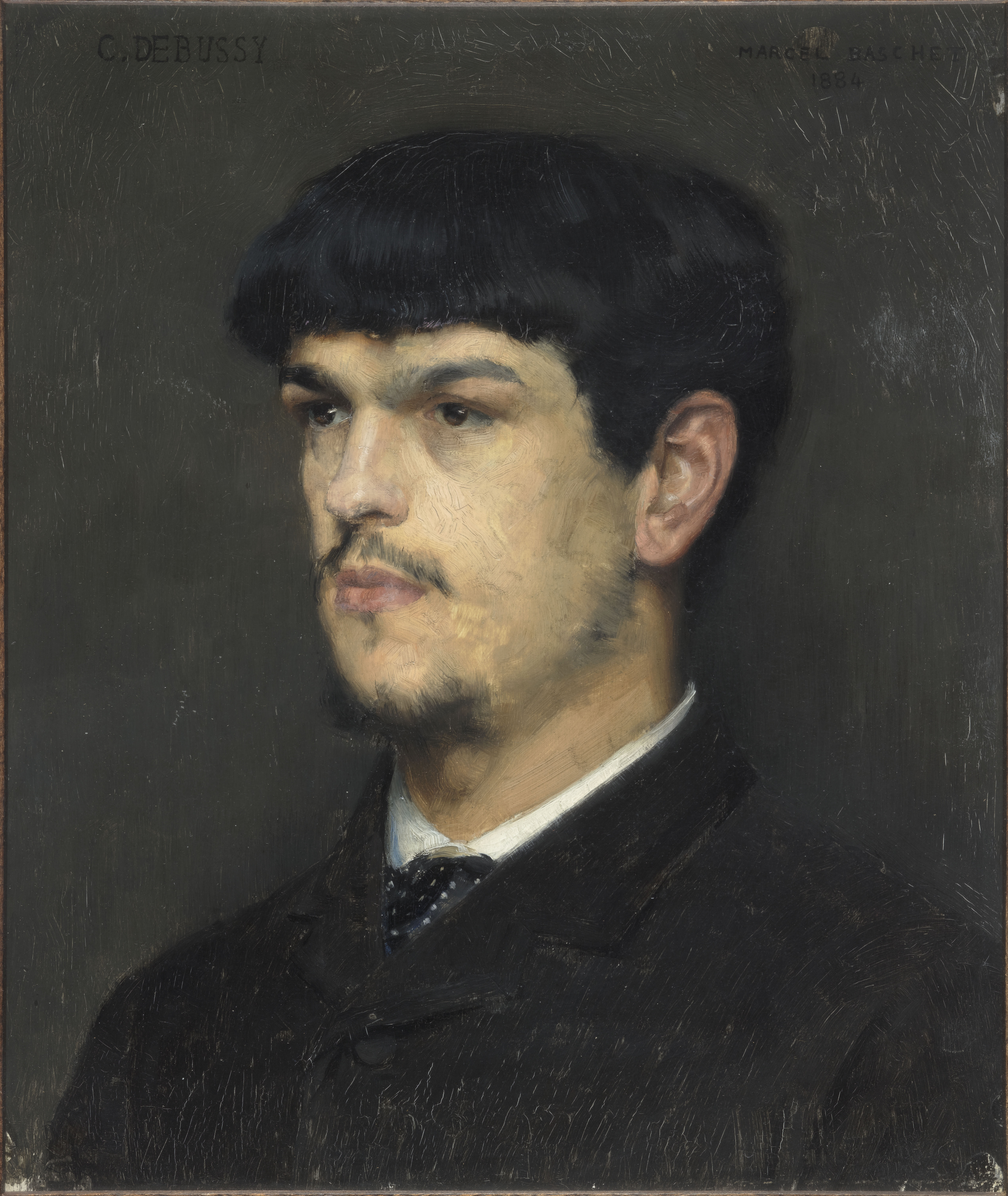
Marcel Baschet: Claude Debussy (1884)

Od roku 1880 studoval kompozici a roku 1884 získal Prix de Rome za svou skladbu Marnotratný syn (L'Enfant prodigue), která mu přinesla možnost tříletého stipendijního pobytu v Římě. V letech 1885–1887 žil ve Villa Medici, setkal se s několika významnými hudebníky té doby, včetně Verdiho a Liszta. Italské prostředí ho však nenadchlo. Do Paříže se vrátil na jaře 1887 ještě před koncem stanovené doby, aniž uspořádal závěrečný koncert. 

### Vlastní styl
V letech 1887 až 1889 uskutečnil několik cest do ciziny. Po Vídni a Londýnu navštívil Bayreuth a Wagnerova harmonie na něj udělala velký dojem, podobně jako javánská pentatonika, kterou poprvé slyšel na světové výstavě v Paříži. V komponování se však stále více snažil o svůj vlastní styl, pro který akademické prostředí konzervatoře nemělo vždy pochopení. Postupně se vymanil z německého romantického vlivu a v jeho hudbě se stále více objevovaly prvky francouzské národní povahy.
V Paříži si Debussy získal řadu přátel mezi známými malíři a literáty a z jejich prací čerpal mnoho podnětů pro svou tvorbu. Od 90. let 19. století si vytvořil svůj vlastní styl, ovlivněný dobovým symbolismem Stéphana Mallarmé a často označovaný jako impresionismus, jakkoli se Debussy sám tomuto označení bránil. Důraz kladl na zachycení nálady, měl zálibu v celotónové stupnici, nezvyklém spojení akordů. Jeho hudba se vyznačovala uvolněnými rytmy, arabeskovými melodiemi a jemným půvabem. Psal hlavně kratší díla, klavírní, komorní i orchestrální hudbu a písně, často na slova Paula Verlaina. Roku 1890 napsal Bergamskou suitu pro klavír, jejíž třetí věta, Au clair de lune na Verlainovu báseň, patří k nejznámějším. Publikoval ji až po úpravách roku 1905 a řada skladatelů ji později upravovala pro orchestr.

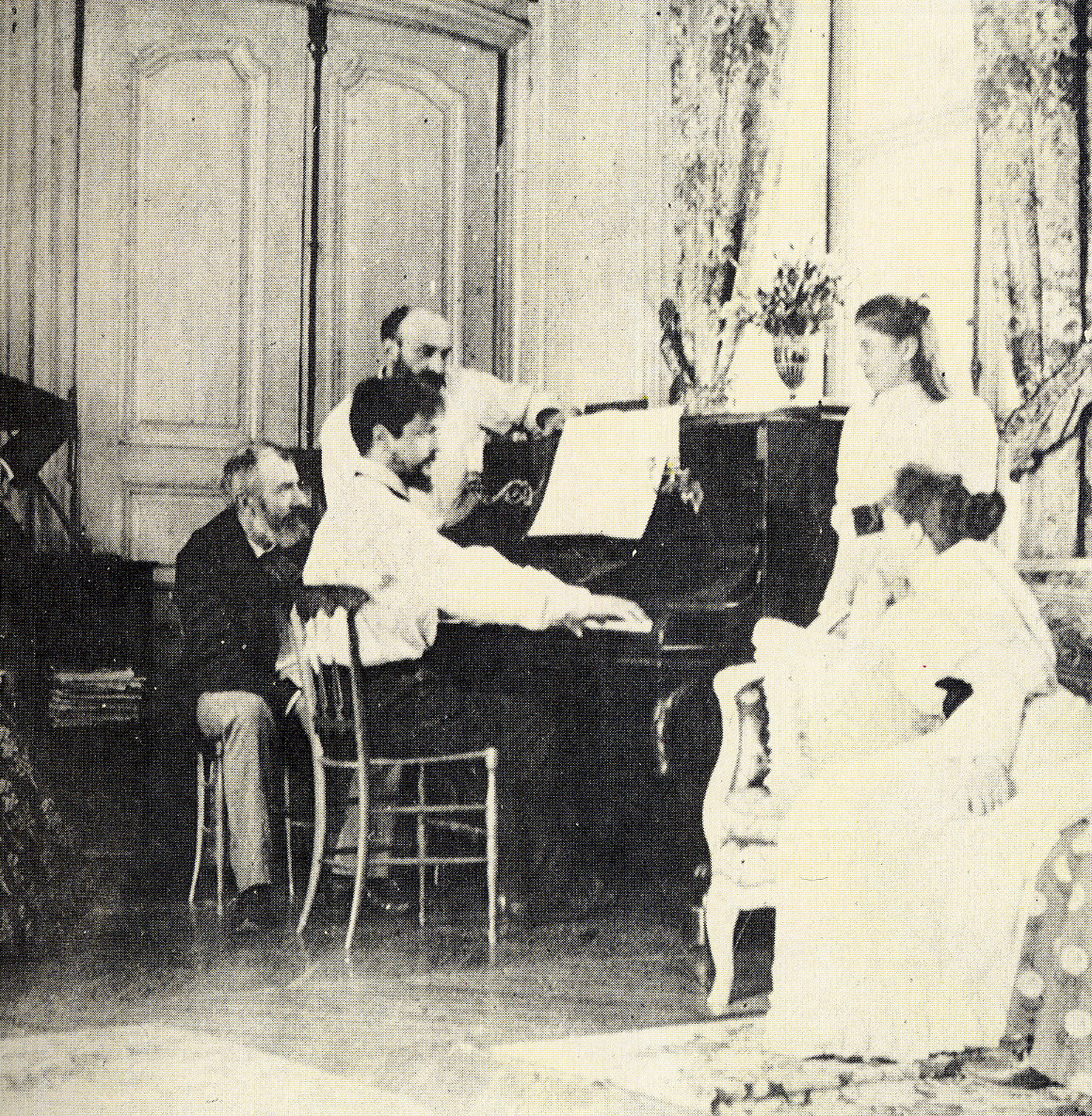
Debussy hrající na klavír, 1893

Od roku 1892 pracoval na jedné ze svých nejslavnějších skladeb, Preludiu k Faunovu odpoledni, krátké symfonické básni pro orchestr, inspirované Mallarméovou eklogou. Při premiéře v prosinci 1894 se setkala s nadšeným ohlasem pařížského publika, které si vynutilo opakování celé skladby. Tento triumf přinesl Debussymu slávu a popularitu i v cizině.
V letech 1893–1902 složil operu Pelleas a Melisanda, v níž mizí dominantní úloha sólisty, který je postaven na roveň sborovému zpěvu. Debussy dbal na dokonalé spojení všech jevištních složek, včetně světla a pohybu. Vznikla podle hry Maurice Maeterlincka a bývá označována za veledílo hudebního impresionismu. Přes určité spory mezi oběma autory a problémy s obsazením hlavní ženské role, které předcházely její uvedení na scéně, měla opera velký úspěch.
Z orchestrální tvorby jsou nejdůležitější jeho symfonické skici Moře (1902–1904), cyklus Obrazy a skladba Oblaka z třídílného titulu nazvaného Nokturna. Významná jsou též jeho drobná klavírní díla, především cyklus 24 skladeb Preludia, obsahující mj. slavné tituly „Potopená katedrála“, „Dívka s vlasy jako len“, či „Mlhy“, dále klavírní cykly Obrazy, Rytiny, Pro klavír, Masky a další. Klavírní Preludia byla nedávno zpracována pro orchestr současným belgickým skladatelem Lucem Brewaeysem.

### Milostné vztahy a závěr života

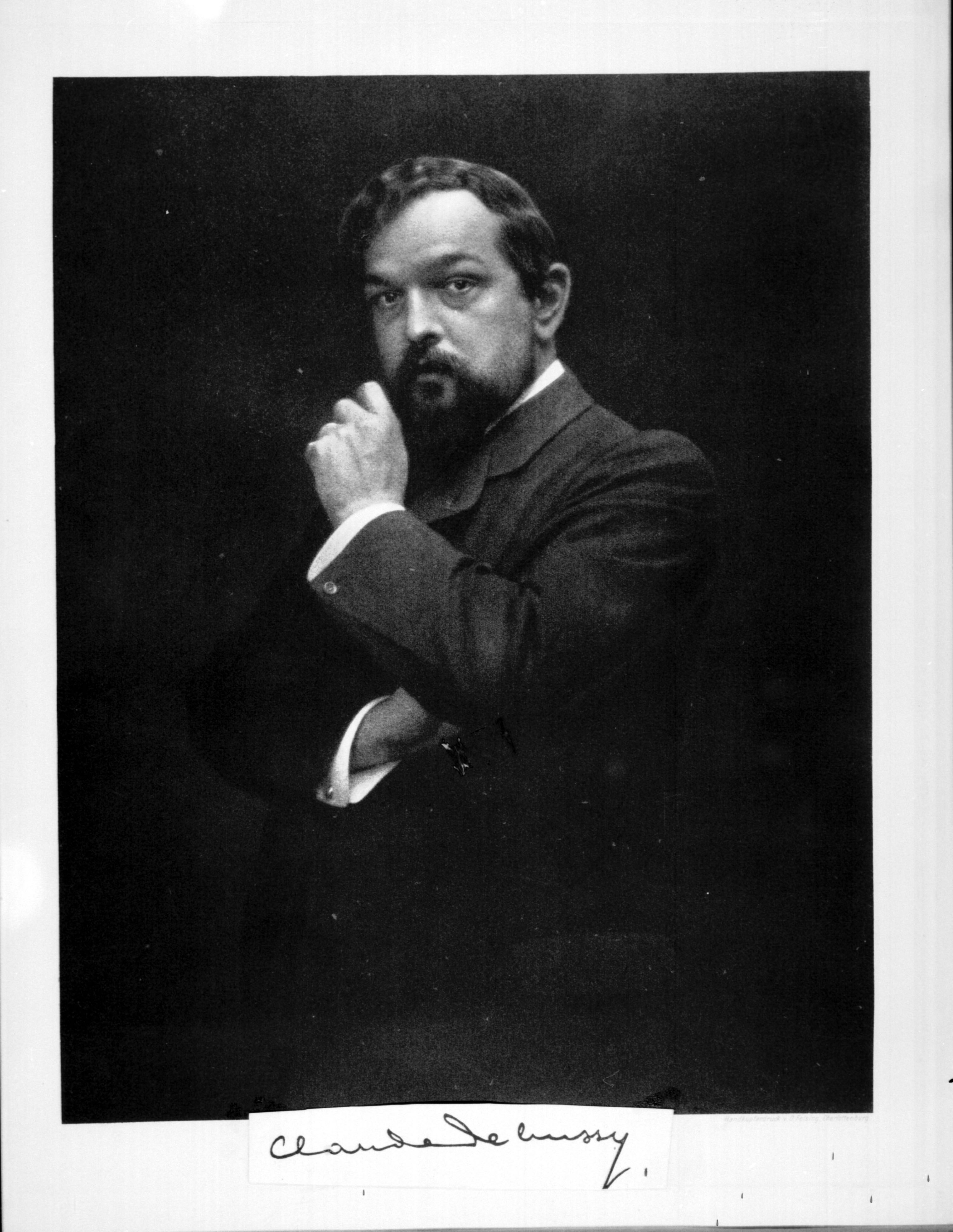
Debussy v roce 1908

Debussy měl řadu milostných afér a společenských skandálů. Po návratu z Říma byla téměř deset let jeho družkou Gabrielle Dupontová, dcera krejčího. Debussy ji opustil kvůli Marii Texierové, zvané Lilly, se kterou se oženil v říjnu 1899. Jejich manželství skončilo, když se roku 1904 seznámil s Emmou Bardacovou, ženou pařížského bankéře a vynikající pěvkyní, kterou si vzal v roce 1908 a měl s ní dceru Claude-Emmu. Lilly se pokusila o sebevraždu a tento skandál připravil Debussyho o řadu přátel a příznivců. 
V roce 1903 byl Debussy jmenován rytířem Čestné legie. Přes své úspěchy a popularitu se stále potýkal s nedostatkem finančních prostředků. Aby zabezpečil rodinu, intenzivně komponoval. V této době vznikly kromě orchestrální skici Moře, skladby pro klavír a písňové cykly na texty Verlaina, Mallarmého a starých francouzských básníků vč. Villona. Pro svou malou dceru napsal řadu hudebních pohádek s názvem Dětský koutek.  V roce 1910 vytvořil operní mysterium na motivy italského dramatika Gabriela d’Annunzia o smrti a mučednictví svatého Šebestiána, které se však kvůli obstrukcím katolické církve prosadilo až po čtyřiceti letech. V roce 1913 spolupracoval s Ďagilevem na tvorbě baletu Hry. 
Příjem doplňoval výukou a psaním. Je autorem Etud (1915), obsahujících 12 velmi obtížných klavírních skladeb, které se zabývají různými aspekty klavírní techniky. V letech 1903–1907 působil jako hudební kritik v různých časopisech, používal pseudonym Monsieur Croche. V letech 1910–1914 cestoval po světě jako dirigent a klavírista.

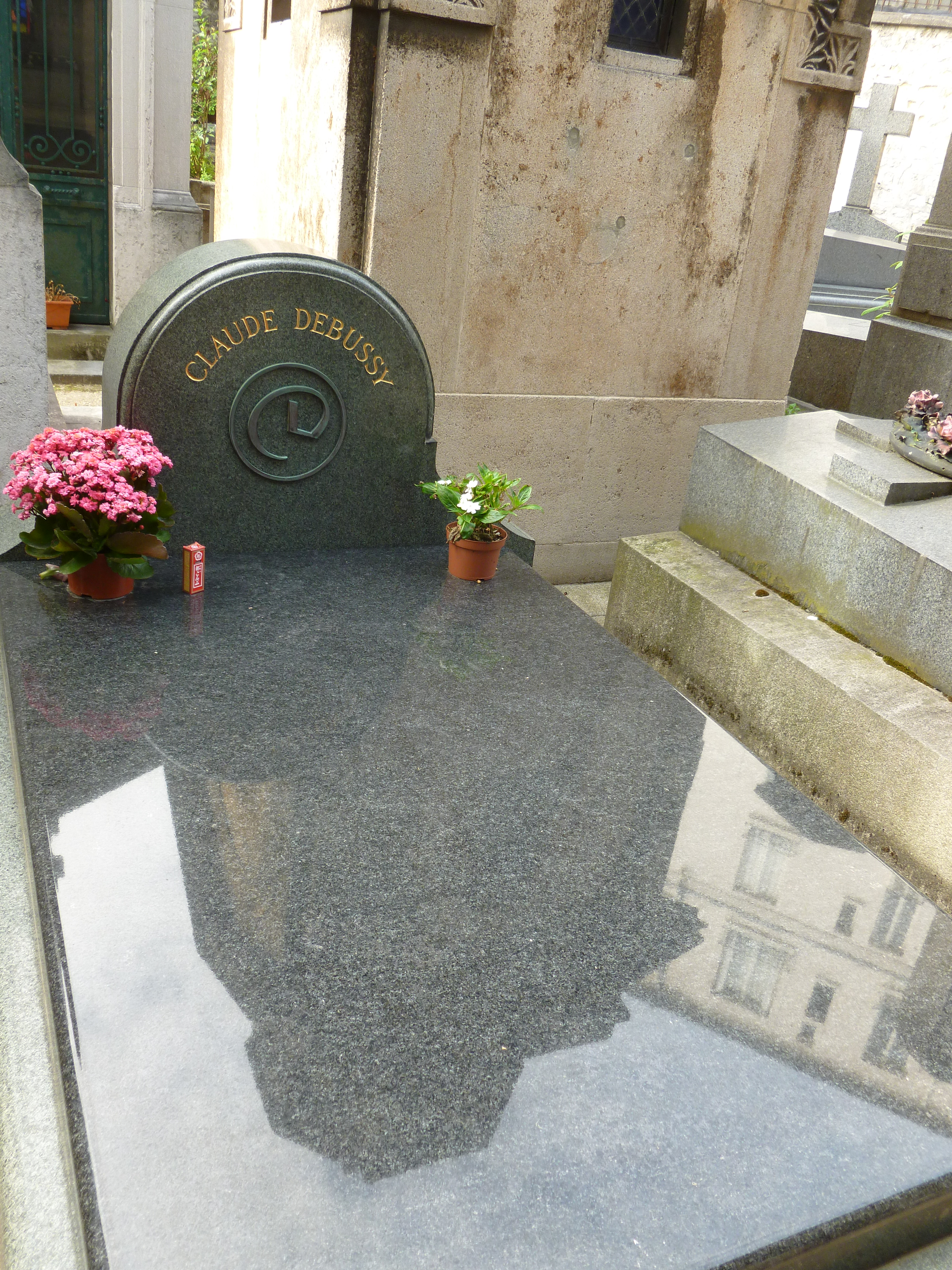
Jeho hrob na pařížském hřbitově Passy.

V roce 1910 byla Debussymu diagnostikována rakovina tlustého střeva. Přes značné bolesti v listopadu 1913 navštívil Petrohrad, kde byla jeho vystoupení přijata s velkým úspěchem. Nemoc se zhoršila v roce 1914, ale pobyt u moře v Pourville mu dodal síly ke komponování. Mezi poslední dokončená díla patří suita V bílém a černém pro dva klavíry z roku 1915, kantátu Óda na Francii pro sóla, sbor a orchestr již nedokončil. Poslední veřejné vystoupení Debussyho jako klavíristy bylo v květnu 1917 při provedení jedné z francouzských sonát.
Claude Debussy zemřel na rakovinu během obléhání Paříže na jaře 1918. Za dělostřeleckého bombardování byl provizorně pohřben na hřbitově Père-Lachaise. O  rok později zemřela na záškrt jeho dcera a oba byli uloženi do rodinného hrobu na malém hřbitově Passy u Trocadéra.

## Výběr z tvorby
Významné skladby podle jednotlivých žánrů: 

### Komorní tvorba
- Smyčcový kvartet g moll (1892) - první dílo se znaky nového slohu
- Houslová a violoncellová sonáta (obě vznikly za války, návrat ke klasické střídmosti), Syrinx pro sólovou flétnu (1912, typické dílo tohoto slohu v obnažené komorní podobě)

### Klavírní tvorba
- Obrazy I. a II. (1905, 1907)
- Preludia (1910–1913) - 2 díly po dvanácti skladbách, známé části Dívka s vlasy jako len (Plavovláska), Potopená katedrála, Ohňostroj atd.
- Bergamská suita (1890–1905),
- Rytiny (Estampes, 1903),
- Dětský koutek (1904),
- Etudy (1915, 12 skladeb).
- Sonáta pro dva klavíry Na bílých a černých (1915)

### Orchestrální tvorba
- Faunovo odpoledne (1894) - preludium podle básně S. Mallarméa, základní dílo tohoto slohu. Zvuk a barva jsou podstatou hudby, melodie, harmonie a rytmus se zde dostávají do pozadí.
- Nokturna (1897–1899) - jedinečný triptych Oblaka, Slavnosti, Sirény (zde použil ženský sbor zpívající pouze na vokály). Inspirace impresionistickými plátny amerického malíře Jamese Whistlera. Debussy se snaží předvést tři různé pohledy na přírodu za soumraku.[15]
- Moře (1905) - tři symfonické skici, základní dílo světového repertoáru; názvy jednotlivých částí: 1. Od rána do poledne na moři - 2. Hra vln - 3. Rozhovor větru s mořem. Debussy ukazuje moře v různých dobách dne a předvádí jeho krásu i sílu.
- Obrazy (Images, 1912) - orchestrální cyklus tří několikavětých skladeb: Gigues, Iberia, Jarní ronda.

### Jevištní formy
- Pelléas a Mélisanda (1902) - opera na symbolistické libreto Belgičana Maurice Maeterlincka (1862–1949), převratné dílo v této žánrové oblasti, nové výrazové prvky, jemná instrumentace, proti dosavadní operní tradici (starší generací nepřijata).
- Utrpení svatého Šebestiána (1910) - zhudebněné drama Gabriela d’Annunzia, představitelé katolické církve měli námitky proti slučování pohanských a křesťanských prvků
- Hry (1913) - malý balet; určité nové prvky (vliv mladého I. Stravinského).

### Písně
Pozoruhodné písně pro sólový hlas s klavírním doprovodem a sbory (například Trois chansons pro smíšený sbor a capella - vliv nizozemských mistrů období renesance, ovšem ve zvukovém zpracování zcela současném). Často komponoval hudbu na verše francouzských básníků, např. Verlaina (cyklus Galantní slavnosti), Mallarméa , Baudelaira, Villona.

## Reprezentativní diskografie
- Pelléas et Melisande – Vídeňští filharmonikové, sólisté: Maria Ewing, François Le Roux, José van Dam, ad., Vídeňský státní operní sbor, dirigent Claudio Abbado. Deutsche Grammophone, CD
- Trois Nocturnes – Berlínští filharmonikové, dirigent Claudio Abbado. Universal Music, CD.
- La Mer, Prélude à l'après midi d'un faune, Marche écossaise, Musiques pour Le Roi Lear Jeux, 6 Images, Printemps – Orchestre National de l'ORTF, dirigent Jean Martinon. EMI, 2 CD.
- Suite Bergamasque, Childrens' Corner, Series I et II, 2 Arabesques, Pour le piano, Trois Estampes, L'Isle joyeuse, Ręverie – Pascal Rogé: klavír. Decca, CD.